# گربه‌زبادهای آفریقایی
گربه‌زبادهای آفریقایی (Civettictis) یک سرده از گربه‌زبادان است که دربرگیرندهٔ یک گونه‌ زباد آفریقایی موجود (Civettictis civetta) و یک خویشاوند منقرض‌شده اخیراً توصیف‌شده از دورهٔ Plio-Pleistocene از آفریقای جنوبی به نام Civettictis braini است.